# Диводаса
Диводаса (Divodâsa) — в позднейшей индийской мифологии (Пураны) добродетельный царь демонов Асуров, которые, благодаря его необыкновенным добродетелям и благочестию, достигли такого могущества, что Вишну (по некоторым рассказам — побуждаемый Шивой) должен был принять на себя форму Будды, чтобы бороться с ними.
Проповедуя Диводаса и Асурам буддизм (учение, имеющее более человеческий характер, чем учение Вед), Вишну сумел отвратить их от истинной веры и таким образом разрушил их могущество, державшееся только на этой вере. Диводаса царствовал также в Каши (Бенарес), и в течение 8000 лет его правления пороки совершенно вывелись среди его подданных. Существуют и разные другие версии этих странных легенд, в которых, очевидно, перепутаны с мифологическим материалом какие-то действительные, исторические факты. Происхождение их — очевидно, брахманическое, что видно из отношения к буддизму.